# Zena Stein
Zena Athene Stein (7 de julio de 1922-7 de noviembre de 2021) fue una epidemióloga, activista y médica sudafricana, profesora emérita de epidemiología y psiquiatría en la Universidad de Columbia.

## Vida y educación
Stein nació en Durban, Sudáfrica. Obtuvo una licenciatura y una maestría en historia en la Universidad de Ciudad del Cabo y más tarde un título médico de la Universidad del Witwatersrand en Johannesburgo.

## Investigación y carrera
Habiendo comenzado su carrera en una clínica en Alexandra Township, Stein y su esposo Mervyn Susser dejaron Sudáfrica en 1955 por razones políticas. Pasaron una década en la Universidad de Mánchester, donde participaron activamente en el Movimiento Anti-apartheid, antes de partir hacia Nueva York.[cita requerida]
La investigación de Stein incluyó trabajos sobre desarrollo infantil, anticoncepción, trastornos psiquiátricos, aborto espontáneo, parto prematuro y defectos de nacimiento. Con Susser, publicó un artículo ahora famoso sobre la epidemiología de la úlcera péptica.
Hacia el final de sus carreras, Stein y Susser se centraron cada vez más en la promoción y la investigación del VIH, tanto en los Estados Unidos como en su Sudáfrica natal. Junto con otros activistas de la salud, organizaron una reunión en Maputo en abril de 1990, cuyo objetivo era alertar al Congreso Nacional Africano sobre la amenaza; el impacto de esta reunión fue limitado.[cita requerida] Con otros, sin embargo, lograron obtener financiación para un programa de investigación sobre el VIH / SIDA en el sur de África  y Stein y Susser se desempeñaron como codirectores del Centro de África para Estudios de Salud y Población en 1999.
Stein murió el 7 de noviembre de 2021.

## Premios y honores
- 2017 - Medalla de platino, el premio SAMRC Lifetime Achievement (para científicos que han elevado el perfil de la ciencia sudafricana).[7]
- 2013 - Doctorado en Ciencias Honorario de laUniversidad de Columbia.[8]
- 1993 - Doctorado en Ciencias en Medicina con el título honorario de la Universidad de Witwatersrand.[9]

## Publicaciones

### Libros
- Mervyn Susser, Zena Stein. 2009. Eras in epidemiology: the evolution of ideas. Oxford ; New York: Oxford University Press.
- Zena Stein. 1975. Famine and human development : the Dutch hunger winter of 1944-1945. New York: Oxford University Press.
- Jennie Kline, Zena Stein, Mervyn Susser. 1989. Conception to birth : epidemiology of prenatal development. New York: Oxford University Press.
- Zena Stein, Maureen Hatch. 1986. Reproductive problems in the workplace. Philadelphia: Hanley & Belfus.

### Artículos académicos
- Gollub EL, Stein Z, van de Wijgert JHHM, Jones H, Ralph L, Padian N. 2020. ECHO: context and limitations. Lancet. 395(10222):e24. doi: 10.1016/S0140-6736(19)33108-3.
- Gollub EL, Jones HE, Ralph LJ, van de Wijgert JHHM, Padian N, Stein Z. 2019. The Need for Policy Change Regarding Progestin-Only Injectable Contraceptives. J Womens Health. (9):1180-1184. doi: 10.1089/jwh.2018.7284.
- Harrison A, Hoffman S, Mantell JE, Smit JA, Leu CS, Exner TM, Stein ZA. 2016. Gender-Focused HIV and Pregnancy Prevention for School-Going Adolescents: The Mpondombili Pilot Intervention in KwaZulu-Natal, South Africa. J HIV AIDS Soc Serv. (1):29-47. doi: 10.1080/15381501.2014.999183.
- Hoffman S, Mantell J, Exner T, Stein Z. 2004. The future of the female condom. Perspect Sex Reprod Health. 36(3):120-6. doi: 10.1363/psrh.36.120.04.
- Gollub EL, Stein ZA. 2016. Beyond LARC: Advancing Reproductive Health to Include Men. Am J Public Health. 106(7):1169-70. doi: 10.2105/AJPH.2016.303245.